# El Pui (Useu)
El Pui és una antiga caseria, actualment masia aïllada, del terme municipal de Baix Pallars, a la comarca del Pallars Sobirà. Pertanyia a l'antic terme, suprimit el 1969, de Baén.
Està situada a prop i al nord del poble d'Useu, en el vessant meridional del Serrat de Corrotes. És a la dreta de la Llau del Coscollet, al sud-oest de Vilesa.

## Etimologia
Del mot comú puig, amb la pronúncia pallaresa (['puj]). És, doncs, un topònim ja romànic, probablement d'origen medieval.

## Història

### Edat moderna
En el fogatge del 1553, el Pui (Lopuy) declara 1 sol foc, laic.

### Edat contemporània
Pascual Madoz dedica un molt breu article del seu Diccionario geográfico... al Pui (Puy). S'hi pot llegir que compta amb una sola casa, una font, i l'església, dedicada a sant Benet, annexa de la parròquia de Sant Andreu de Baén.

## Comunicacions
Mena al Pui la pista de Baén, que arrenca del punt quilomètric 295,2 de la carretera N-260, des d'on travessa la Noguera Pallaresa pel pont de Baén. Després de passar els desviaments a Bresca i Useu, la pista puja pel vessant meridional del Serrat de Corrotes, on s'hi troba el Pui, camí de Baén.